# Metateză
În lingvistică, termenul metateză (< fr  métathèse, cf. el  μετάθεσις metathesis „deplasare, permutare”), preluat din retorică, este o schimbare fonetică ce constă în modificarea locului unui sunet sau al silabelor dintr-un cuvânt, uneori schimbându-și locul între ele două asemenea segmente, inclusiv în cuvinte apropiate, pentru a facilita pronunțarea.

## În istoria limbii
Metateza este unul din fenomenele care participă la evoluția cuvintelor. Inițial este un fenomen individual pentru ușurarea pronunțării, care poate fi validat ulterior de colectivitatea lingvistică, să fie consfințit de uzul general, apoi integrat în varietatea standard a limbii.
Poate fi vorba de o schimbare fonetică ce are loc în cursul trecerii de la o limbă bază la altă limbă sau la mai multe limbi înrudite.
Un exemplu de metateză istorică este cea a consoanelor lichide ([l] și [r]) în evoluția limbilor slave, de la protoslavă la slava veche, metateză care s-a moștenit în toate limbile slave actuale, cu unele deosebiri în evoluția ulterioară în acestea. Este vorba de schimbarea locului acestor consoane cu al vocalelor [o] și [e] în grupurile [ol], [or], [el] și [er] în silabă închisă, rezultând astfel silabe deschise, cu trecerea lui [o] în [a]. Astfel, un cuvânt protoslav precum *olkomŭ a dat în slava veche lakomŭ, apoi BCMS lakom, ru  лакомый (lakomîi), pl  lakomy, cs  lakomý, cuvântul trecând și în limba română – lacom. Evoluția unui cuvânt protoslav cu grupul [or], *ordlo „brăzdar (de plug)”, a fost în slava veche ralo, de unde BCMS ralo, ru  рало (ralo), pl  radło, cs  rádlo. Un exemplu cu grupul [er] este protoslavă *berza „mesteacăn” > slava veche brěza > BCMS breza, ru  берёза (berioza), pl  brzoza, cs  bříza.
În română de asemenea s-au moștenit cuvinte din latină care au fost afectate de metateză. De exemplu, cuvântul din latina clasică paludem a evoluat în latina populară, prin metateză, la forma padulem, apoi a dat în română pădure. Alte exemple sunt *frimbia > frânghie, integrum > întreg, percipere > pricepe.
Și în alte limbi romanice au avut loc metateze față de latină, ex. formaticum > fr  fromage „brânză”, fabula > it  fiaba „fabulă” (cu schimbarea lui [l] în [j]), periculum > es  peligro „pericol”.
În limbile germanice, unele cuvinte înrudite se deosebesc prin metateza care a avut loc într-o limbă, dar nu și în alta, ex. protogermanică *brennanan „a arde” > de  brennen vs. en  burn.
Cuvinte moștenite fără metateză sau apărute pe terenul unei limbi deja formate au putut de asemenea evolua inclusiv prin metateză.
În engleza veche astfel este cuvântul brid care a dat forma actuală bird „pasăre”.
În BCMS, cuvântul protoslav, apoi slav vechi kŭto „cine” a fost moștenit în forma kto, apoi în croată s-a standardizat în forma tko.
În limba maghiară mai veche s-a creat spontan verbul onomatopeic pök „a scuipa” care a devenit köp, formă adoptată de varietatea standard actuală, iar pök a rămas în registrul de limbă popular.
Metateza este și o schimbare fonetică ce are loc, eventual pe lângă altele, în evoluția unor împrumuturi în limba receptoare.
În română au fost afectate de metateză unele cuvinte slave, ex. slava veche poklonŭ > plocon, slava veche protivĭnikŭ > ro  veche protivnic > potrivnic, bg  краставица (krastavița) > ro  veche crastavete > castravete.
Slava veche a aplicat unor împrumuturi metateza consoanelor lichide amintită mai sus. De exemplu, cuvântul cu sensul „rege” din limbile slave provine din numele latinesc medieval al lui Carol cel Mare: Carolus > slava veche kralĭ > BCMS kralj, sl  kralj, bg  крал (kral), ru  король (koroli), pl  król, cs  král.
Diasistemul slav de centru-sud a împrumutat cuvinte pe care le-a transformat prin metateză, ex. de  Büchse > pukša > puška „pușcă”.
Un exemplu în limba rusă este cuvântul мрамор (mramor) „marmură”, din latinescul marmor.
În maghiară de asemenea au fost împrumutate cuvinte adaptate prin metateză, ex. konyha „bucătărie” < kuhinja, dintr-o limbă slavă de sud. Alt cuvânt, din latina medievală, episcopus „episcop”, a dat mai întâi piskup sau piskop, cuvântul actual fiind püspök, cu metateza [k] ↔ [p].

## În limba actuală
În limbă coexistă cuvinte cu metateză în varietăți de limbă nestandard, de varietate regională sau de pronunțare populară, cu variante fără metateză în varietatea standard, de exemplu, în română, protopop > potropop, pitula vs. tupila (ambele de registru popular). Poate fi și strict individuală, ex. portocală > potrocală.
Exemple în alte limbi sunt:
fr  aréoplane (individuală) < aéroplane „aeroplan”;
en  aks < ask (individuală) „a întreba”, chabbits and rickens (individuală) < rabbits and chickens „iepuri și pui”;
ru  ведмедь (vedmedĭ) (regională) < медведь (medvedĭ) „urs”, раболатория (rabolatoria) (individuală) < лаборатория (laboratoria) „laborator”.
În maghiară sunt câteva cazuri standard de metateză de natură morfofonologică, în aplicarea anumitor sufixe, de exemplu cuvântului teher „povară”: terhet (acuzativ singular), terhek „poveri”, terhük „povara lor”.
Metateza este și o figură de stil din categoria figurilor de sunet. Constă în folosirea unor cuvinte cu metateză nestandard, de pildă pentru a crea o atmosferă populară sau arhaizantă. Exemplu în maghiară:
Jön az ebéd sorja, csörög tányér, kalán […] literal „Vine prânzul, zdrăngăne farfurii și linguri […]” (János Arany) – kalán, variantă regională a lui kanál „lingură”.

## Segmente afectate de metateză
Uneori două sunete învecinate își schimbă locul între ele. Poate fi vorba de două consoane, de exemplu:
BCMS žlica „lingură” < slava veche lžica < protoslavă lĭžica;
ru  Фрол (prenume masculin) < la  Floris.
Alteori, procesul are loc între o consoană și o vocală:
ro  frumos < la  formosus;
fr  fromage „brânză” < la  formaticum;
en  bird „pasăre” < engleza veche brid;
slava veche brěgŭ „mal” < protoslavă *bergŭ;
ru  мрамор (mramor) „marmură” < la  marmor.
O consoană poate trece și în alt loc decât cel învecinat, uneori schimbându-se în alt sunet:
ro  întreg < la  integrum;
es  milagro „miracol” < miraglo < la  miraculum;
it  chioma „coamă” < *clŏma < cŏmŭla la  ;
ru  футляр „cutie” < de  Futteral;
BCMS gomila „grămadă, mulțime” < slava veche *mogyla;
hu  pehely „fulg” > pelyhek „fulgi”.
Metateza afectează uneori silabe întregi, care își schimbă locul între ele:
ro  tupila vs. pitula;
ru  ведмедь (vedmedĭ) < медведь (medvedĭ) „urs”.
Uneori are loc un schimb de locuri între segmente de la un cuvânt la altul, ex. en  rabbits and chickens „iepuri și pui” > chabbits and rickens. O asemenea metateză este involuntară și nu produce cuvinte cu înțeles. În engleză se mai numește și spoonerism, de la numele pastorului englez William Archibald Spooner (1844–1930), devenit celebru pentru metateze care produceau cuvinte cu înțeles în construcții corecte, și despre care nu se știe care erau cu adevărat accidentale și care erau intenționate. În franceză le corespunde un joc de cuvinte numit contrepèterie, practicat pentru efectele sale comice. Exemple:
fr  un chant pour le porteur [œ̃ ʃɑ̃ puʁ lə pɔʁtœːʁ] „un cânt pentru hamal” ~ un porc pour le chanteur [œ̃ pɔːʁ puʁ lə ʃɑ̃tœːʁ] „un porc pentru cântăreț”;
en  the key of my flat [ðə kiː əv maɪ flæt] „cheia locuinței mele” ~ the flea of my cat [ðə fliː əv maɪ kæt] „puricele pisicii mele” .